# 충청도
충청도(忠淸道)는 충청남도, 충청북도와 대전광역시, 세종특별자치시 일대를 관할하는 행정구역으로 호서 지방(湖西地方)에 해당한다. 감영 소재지는 공주였다.

## 명칭
충청도의 이름은 충주(忠州)와 청주(淸州)의 앞글자를 따왔다. 1106년(고려 예종 1년)에 관내도와 중원도, 하남도를 합쳐서 양광충청주도(楊廣忠淸州道)로 하여 처음으로 충청도라는 명칭이 생겼다.

## 역사

### 조선 전기
1395년(조선 태조 4년)에 양광주(楊廣州) 예속의 군현을 나누어 경기도와 충청도로 분할시켰고 관찰사를 충주에 두었다. 1413년(태종 13년)에 8도(道)로 나뉘고, 충청도에 공주목, 청주목, 충주목, 홍주목(현 홍성군)이 설치되었으며 이때 여흥도호부, 안성군, 음죽현, 양성현, 양지현이 경기도로 편입되었으며 경상도였던 옥천군, 황간현, 영동현, 청산현, 보은현이 충청도에 속하게 되었다. 1598년(선조 31년)에 충청도 감영을 공주목으로 옮겼다.
1505년(연산군 11)에 충청을 내시 김처선의 출신지라 배척하여 조선시대 충청도의 중심지였던 공주의 앞글자를 따서 충공도(忠公道)로 개칭하였으나 다음해 중종반정으로 회복하였다. 1506년(중종 1)에는 진위군을 충청도에 다시 편입시켰다.

### 조선 중기
1540년(중종 35)에는 충주가 예성으로 강등되면서 다시 '청공도'(淸公道)가 되었으나 중종이 "무익"하다고 여겨 다음해 다시 복귀하였다. 1550년(명종 5)에는 충주의 역모로 청홍도(淸洪道)라고 했고, 다시 선조 때 충청도로 회복하였다.
1612년(광해군 4)에는 청주에 역모가 발생해 충청도 서부의 중심지였던 홍주(홍성)의 앞글자를 따서 '충홍도'(忠洪道)로 개칭하였으나  다음 해 충주에서 유인발이 난을 일으키자 충주 역시 다시 강등되고 도명은 공홍도(公洪道)로 바뀌었다. 인조 반정 이후 다시 충청도로 돌아갔다.

### 조선 후기
1628년(인조 6)에 괴산, 충주의 역모로 '공청도'(公淸道)로, 18년 뒤 다시 공주의 역모로 1646년(인조 24) '홍청도'(洪淸道)로 고쳤고, 7년(10년)만인 1653년(효종 4)에 다시 충주를 충원현에서 회복하여 충청도(忠淸道), 1658년(효종 9)에 다시 청주를 서원현으로 강등하여 '충홍도'(忠洪道), 1661년(현종 2)에 홍주의 역모로 '충공도'(忠公道)라고 했다가 다시 다음해 충청도로 삼았다. 다시 1680년(숙종 6) '공청도'(公淸道), 1681년(숙종7) 그 전해 청주의 간음사건으로 강등 된 것을 청풍현이 있다고 뒤늦게 고쳐 '공홍도'(公洪道), 1689년(숙종 15) 1월 '충홍도'로 하고 8월 다시 충청도로 회복했다. 1735년(영조 11)에는 청주와 충주가 모두 난을 일으켜 '공홍도'(나주, 원주/전라도→전광도, 강원도→ 강춘도)로 했다가 1747년(영조 23)에 다시 충청도로 회복시켰다. 1777년(정조 원년) '공충도'(公忠道), 1778년(정조 2년) '홍충도'(강원도 → 원춘도)로 했다가 다음해 회복했다. 1804년(순조 4) '공충도', 1813년(순조 13년) 다시 충청도, 1817년(순조 17년)에는 '공청도', 1826년(순조 26) 1월에는 다시 충청도라고 했으나 다시 10월에는 '공충도', 1834년(순조 34)에서 헌종 즉위년 사이에 다시 충청도로 여러번 개칭되었다.

### 근대
1862년(철종 13)에는 '공충도'(公忠道)로 개칭되었고, 1871년(고종 8년) 최종적으로 충청도로 돌아왔다. 경계도 수차례 조정되었다. 1895년 제2차 갑오개혁으로 23부제가 실시되어 공주부, 홍주부, 충주부로 관할 구역이 삼분되었다.
1896년(고종 33년)에 13도제가 실시되면서 충청도는 충청남도와 충청북도로 분리되었다. 대전부·강경읍·공주읍·조치원읍의 1부 3읍과 대덕군·공주군·논산군·부여군·보령군·홍성군·서산군·아산군·예산군·서천군·연기군·천안군·청양군·당진군 등 14군을 충청남도로, 청주읍·충주읍 2읍과 청주군·충주군·옥천군·영동군·보은군·제천군·괴산군·음성군·진천군·단양군 등 10군을 충청북도로 하였다. 공주부에 속해 있던 금산군은 1896년 전라북도에 편입되었다가, 1963년 충청남도로 이관되었고, 평택군은 1914년 경기도로 이관되었다.

### 현대
1989년 충청남도 대덕군 대부분 지역과 대전시가 대전직할시로 승격되어 충청남도에서 분리되고 대덕군 진잠면 남선리가 논산군에 편입되었다. 2012년 7월 1일 충청남도 연기군 전체와  공주시 일부, 충청북도 청원군 일부를 관할로 세종특별자치시가 출범하였다. 2014년 7월 1일 청주시와 청원군이 청주시로 통합되었다.

## 직제 및 행정 구역
《경국대전》에서 충청도의 관할로 4목 12군 38현을 규정하고 있으며, 《속대전》에서는 공주 목사가 충청도 관찰사를 겸임한다고 규정하였다.
| 수령과 그 품계                | 경국대전 (1484) | 속대전 (1746)·대전통편 (1785) | 대전회통 (1865) |
| ----------------------------- | --------------- | ----------------------------- | --------------- |
| 목: 목사(牧使), 정3품         | 4:              | 4:                            | 4:              |
| 부: 도호부사(都護府使), 종3품 | —               | 1:                            | 1:              |
| 군: 군수(郡守), 종4품         | 12:             | 12:                           | 14:             |
| 현: 현령(縣令), 종5품         | 1:              | 1:                            | 1:              |
| 현: 현감(縣監), 종6품         | 37:             | 36:                           | 34:             |
| 비고                          |                 | 이산→이성 개칭                | 이성→노성 개칭  |

## 같이 보기
- 충청감영
- 충청북도
- 충청남도
- 대전광역시
- 세종특별자치시